# マラガ・セントゥロアラメダ駅

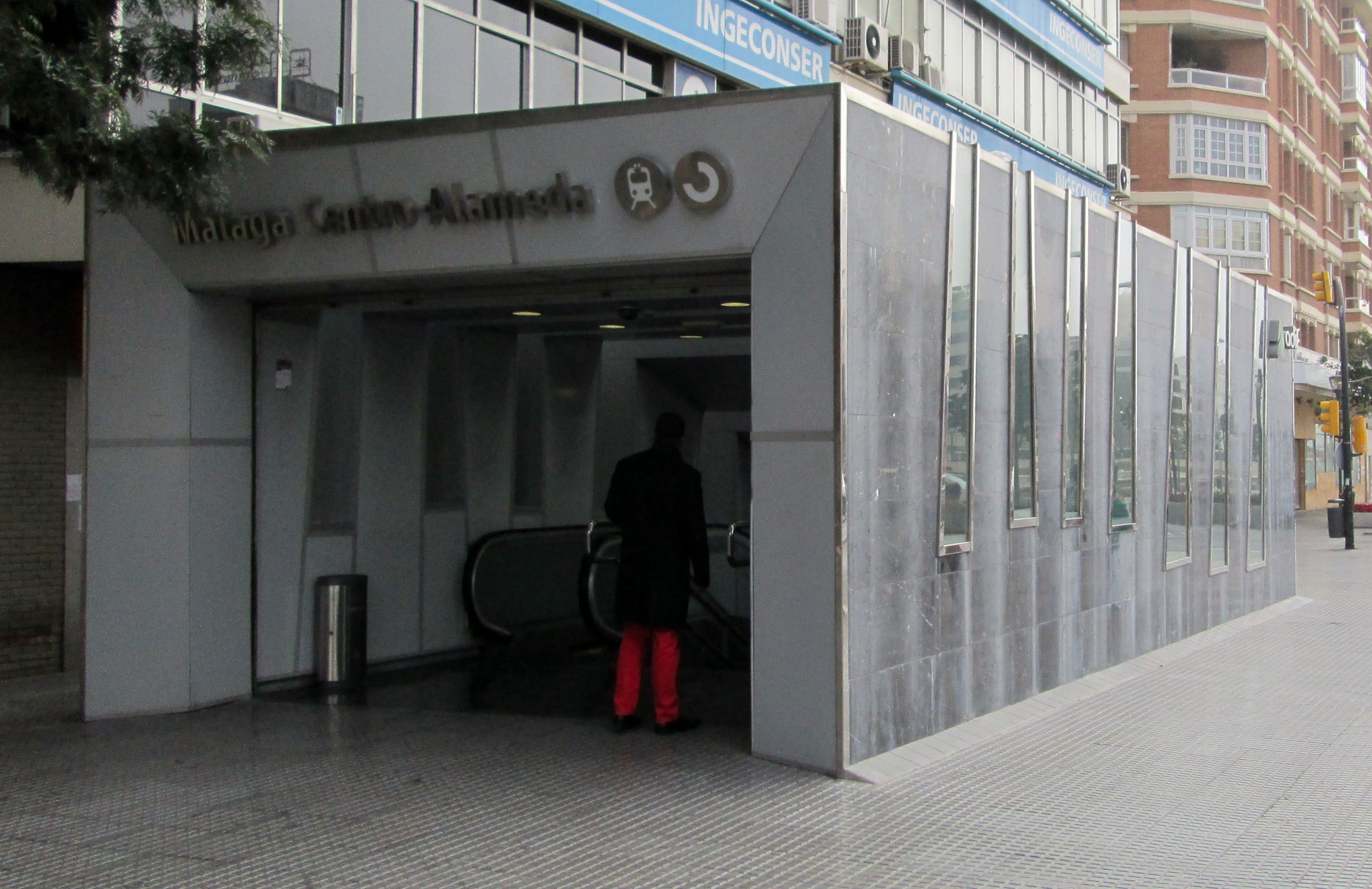
マラガ・セントゥロアラメダ駅の入口

マラガ・セントゥロアラメダ駅（スペイン語: Estación de Málaga Centro-Alameda）は、スペイン・アンダルシア州マラガ県マラガにある鉄道駅（地下駅）。マラガ地下鉄の駅ではなく、マラガ都市圏で運行されている近郊鉄道セルカニアス・マラガの駅である。開業当時はマラガ・グアダルメディナ駅（Málaga-Guadalmedina）という名称だった。

## 地理
マラガ・セントゥロアラメダ駅はマラガ・マリア・サンブラーノ駅の隣の駅である。マラガ港に程近い場所、グアダルメディナ川の河口付近の西岸のすぐ傍に位置する地下駅である。
現在の駅名に付く「セントゥロアラメダ」は「中央並木道」という意味である。駅から地上に出てグアダルメディナ川を渡ると、アラメダ・プリンシパル通り（Alameda Principal）と呼ばれる、マラガの町中に作られた並木道が存在する。なお今後、路線が延伸されマラガ地下鉄のグアダルメディナ駅とも接続される予定である。

## 歴史
この駅は1976年にマラガ・グアダルメディナ駅（Málaga-Guadalmedina）という名称で開業した。この時すでに、将来的にはマラガの町の中心部まで路線を延長することは決定されていた。そして、2007年10月から2010年3月までの期間で、路線を延長するための準備は整った。この機会に、駅のプラットホームを長くしたり、通風孔などの改造を行うなど、より快適に、より便利になるように駅の改装も行った。なお、2017年の乗降客数は1,433,400人であった。
マラガでは2014年にマラガ地下鉄の1号線と2号線が開業した。この地下鉄の路線と接続させるべく、グアダルメディナ駅までの路線の延伸が予定されている。